# Styloctetor logunovi
Styloctetor logunovi is een spinnensoort in de taxonomische indeling van de hangmatspinnen (Linyphiidae).
Het dier behoort tot het geslacht Styloctetor. De wetenschappelijke naam van de soort werd voor het eerst geldig gepubliceerd in 1994 door Kirill Yuryevich Eskov & Yuri M. Marusik.